# هوارد ليمان
هوارد ليمان (بالإنجليزية: Howard Lyman)‏ هو كاتب مقالات أمريكي، ولد في 17 سبتمبر 1938 في غريت فولز في الولايات المتحدة.

## روابط خارجية
- هوارد ليمان على موقع IMDb (الإنجليزية)
- هوارد ليمان على موقع قاعدة بيانات الفيلم (الإنجليزية)